# Кава Палцег
Лоцава Кава Палцег (тиб. སྐ་བ་དཔལ་བརྩེགས་, Вайли ska-ba dPal-brTsegs, кит. трад. 噶瓦貝則, упр. 噶瓦贝则, пиньинь Gáwǎ Bèizé, кит. трад. 噶瓦巴則, упр. 噶瓦巴则, пиньинь Gáwǎ Bazé, кит. трад. 噶瓦拜則, упр. 噶瓦拜则, пиньинь Gáwǎ Bàizé; даты жизни неизвестны, активен в середине VIII — начале IX веков) — ранний тибетский переводчик монастыря Самье, известный своими трудами в области разработки тибетской буддийской терминологии.

## Биография
Согласно традиционной биографии Кава Палцега, написанной в XVI веке, Падмасамбхава предсказывал появление гениального переводчика-тибетца, который будет перерождением индийского махасиддхи (Кава Палцег также перечисляется среди двадцати пяти основных учеников Падмасамбхавы).
Кава Палцег родился в Центральном Тибете, в регионе Пхан, в семье Кава Лодэна из клана Кава. Когда царь Трисонг Децен (правил 755 — 797 гг. или 804 г.) повелел тибетским юношам выучить санскрит с целью переводить буддийские сутры и шастры под руководством Шантиракшиты в монастыре Самье, среди них, наряду с Вайрочаной и Чодро Луи Гьялценом, был призван и Кава Палцег. Он в совершенстве освоил санскрит, принял монашеские обеты и получил посвящение во внешние, внутренние и тайные тантры. Благодаря превосходному знанию санскрита он, по повелению царя Трисонг Децена, стал заместителем Шантиракшиты, ответственным за редактирование всех переводов первой стадии переводческой работы с Самье.
Далее Кава Палцег был отправлен царем в Кашмир с миссией пригласить в Тибет пандита, который мог бы проверить оригиналы текстов, которые предполагается перевести. Кава Палцег вернулся в Тибет с Вималамитрой, выбрав его из пятисот кандидатов.
Когда Трисонг Децен по навету своих министров сослал Вайрочану в Цава-Ронг, обвинив в том, что тот привез из Индии нечистые учения, именно Кава Палцег выступил с ходатайством о возвращении Вайрочаны в Самье. Убедив царя смилостивиться, он съездил в Цава-Ронг и вернул Вайрочану.
В последние годы своей жизни он занимался тантрическими практиками. Здесь он проявил себя на демонстрации сверхобычных способностей двадцати пяти тибетских махасиддхов в поединке с бонскими мастерами. Его противником был бон-по Цеми Юнгдрунг, который был успешно побеждён.
Кава Палцег был одной из главных фигур в обрядах по случаю смерти Трисонг Децена. Он жил ещё довольно долго: его последние работы датируются правлением Садналега, который правил в 800 — 815 годах н.э..